# Spanningshoofdpijn

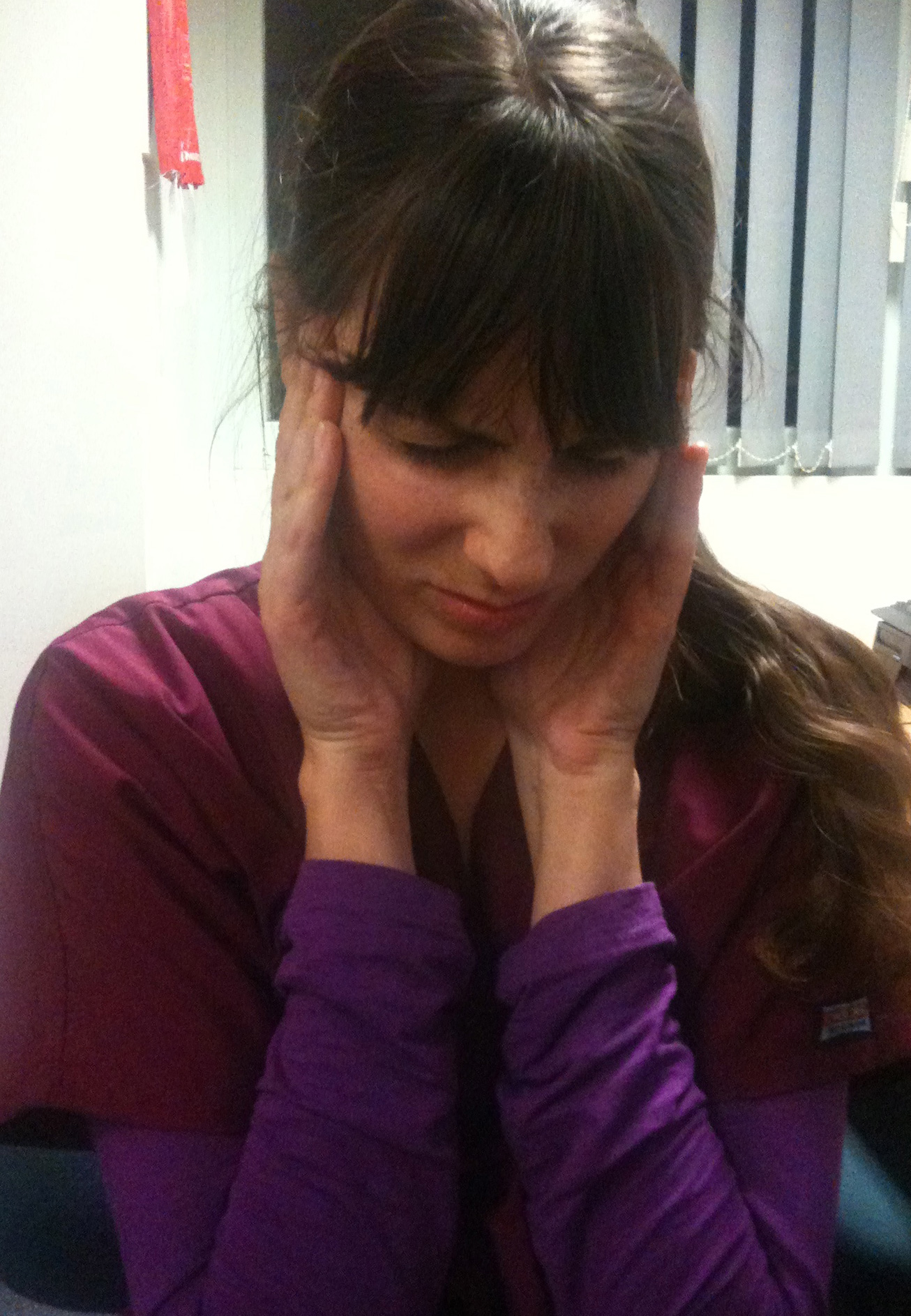
Een vrouw met spanningshoofdpijn.

Spanningshoofdpijn is hoofdpijn die wordt toegeschreven aan overmatige spanning in gelaats- en/of nekspieren. Het is de meest voorkomende vorm van hoofdpijn, en de diagnose wordt meestal gesteld door uitsluiting van andere oorzaken, dat wil zeggen: er zijn per definitie geen andere oorzaken voor te vinden.
De pijn is meestal gering tot matig, diffuus drukkend of klemmend van aard, aan beide zijden van het hoofd. De pijn duurt van enkele minuten tot vele dagen en gaat niet gepaard met andere verschijnselen. De pijn wordt niet erger bij inspanning. Meestal zijn er meerdere factoren, risicofactoren, verantwoordelijk voor spanningshoofdpijn:
- fysieke factoren,
- psychische factoren,
- hormonale factoren.

De precieze oorzaak van spanningshoofdpijn is vooralsnog onduidelijk. Meestal komt ze spontaan opzetten, en ruim de helft van de mensen heeft dit weleens. Laboratorium- en ander onderzoek levert vrijwel nooit iets op. Sommige mensen hebben er hun hele leven lang zeer geregeld last van.

## Incidentie
Bij patiënten in de huisartsenpraktijk die klagen over hoofdpijn wordt 11% gediagnosticeerd met spanningshoofdpijn (bij 22% wordt 'hoofdpijn zonder bekende oorzaak' als diagnose gesteld). Het komt het meest voor bij personen in de leeftijdsgroep 25-44 jaar.

## Andere oorzaken van hoofdpijn
Spanningshoofdpijn is te onderscheiden van de minder voorkomende migraine en de veel zeldzamere clusterhoofdpijn. Mengvormen komen voor en overlap, zoals met cervicogene hoofdpijn. Hoofdpijn door een hersentumor zonder dat daarbij andere verschijnselen optreden is uiterst zeldzaam. Hoofdpijn kan wel ontstaan door ontstekingsprocessen in het hoofd, bijvoorbeeld van de bloedvaten. Dit is vrij gemakkelijk vast te stellen.

## Medicijnen
Ibuprofen en paracetamol verlichten de pijn. Hiertegen bestaat bij incidentele hoofdpijn ook geen bezwaar, maar als ze meer dan driemaal per week worden ingenomen, kan averechtse werking optreden en kan de zogenaamde medicatie-afhankelijke hoofdpijn ontstaan.
Amitriptyline en imipramine kunnen in kleine doses bij mensen die frequent hoofdpijn hebben de frequentie verminderen, maar zijn niet specifiek voor spanningshoofdpijn bedoeld. Ze maken meestal deel uit van een regime voor mensen met medicatie-afhankelijke hoofdpijn.

## Behandeling
Spanningshoofdpijn ontstaat vaak door voortdurend gespannen spieren in de nek en het achterhoofd, veelal de monnikskapspier. Dan is de pijn te verlichten door massage van deze spier, vooral op de plaats waar de spier aan de schedel hecht. Massage stimuleert de doorbloeding en de afvoer van afvalstoffen zoals melkzuur. Door zelf de plekken waar de spieren aan de schedel hechten (de achterkant en zijkant van het hoofd) meerdere malen per dag even te masseren, vooral daar waar de spier pijnlijk of hard aanvoelt, is soms een aanzienlijke verlichting van de klachten te bereiken. Na de eerste massages kunnen de klachten in eerste instantie verergeren door de veranderingen in de spieren, maar dat gaat voorbij.
Het wetenschappelijk bewijs voor acupunctuur ter behandeling van spanningshoofdpijn is mager. Een systematische review uit 2016 suggereert beter bewijs bij mensen met frequente spanningshoofdpijn, maar concludeert dat verdere onderzoeken die acupunctuur vergelijken met andere behandelingsopties nodig zijn.
Lichamelijke oefeningen waarbij de spieren van nek en schouders bewegen, hebben een vergelijkbaar positief effect op de doorbloeding, waardoor de klachten vaak verminderen.
Een andere behandeling is het gebruik van een infraroodlamp. De warmtestraling van deze lamp dringt diep door in de huid. Hierdoor worden de huid en onderliggende spieren verwarmd. Daardoor verwijden de bloedvaten zich en zo wordt de bloedcirculatie en de afvoer van afvalstoffen gestimuleerd.
Naast het behandelen van de spieren, is preventie belangrijk. Houdingen die belastend zijn voor de nek en die direct of indirect kunnen leiden tot extra spierspanningen dienen zo veel mogelijk vermeden te worden. Het gaat hier meestal om verkeerde werkhoudingen (bijvoorbeeld een kapper die knipt met opgetrokken schouders) en belastende slaaphoudingen, zoals het slapen op de buik.